# Colchiceae
Colchiceae, biljni tribus, dio porodice mrazovčevki. Postoji sedam rodova čije vrste rastu po Africi, Europi i Aziji. Najpoznatiji je otrovni rod mrazovac.

## Rodovi
1. Gloriosa L. (2 spp.)
2. Sandersonia Hook. (1 sp.)
3. Ornithoglossum Salisb. (9 spp.)
4. Hexacyrtis Dinter (1 sp.)
5. Colchicum L.  (119 spp.)

Nekadašnji rodovi:
1. Littonia Hook. (7 spp.), uklopljen u Gloriosa.
2. Androcymbium Willd.  (56 spp.) sinonim za  Colchicum.